# ميخائيل كارسون
ميخائيل كارسون (بالإنجليزية: Michael Carson)‏ هو مخرج أسترالي، ولد في 14 يونيو 1947 في سيدني في أستراليا، وتوفي في 14 مايو 2005 في Castlecrag, New South Wales ‏ في أستراليا بسبب سرطان البنكرياس.

## وصلات خارجية
- ميخائيل كارسون على موقع IMDb (الإنجليزية)
- ميخائيل كارسون على موقع ألو سيني (الفرنسية)
- ميخائيل كارسون على موقع أول موفي (الإنجليزية)
- ميخائيل كارسون على موقع قاعدة بيانات الأفلام السويدية (السويدية)
- ميخائيل كارسون على موقع قاعدة بيانات الفيلم (الإنجليزية)
- ميخائيل كارسون على موقع كينوبويسك (الروسية)